# Pero inferna
Pero inferna är en fjärilsart som beskrevs av W. Warren 1907. Pero inferna ingår i släktet Pero och familjen mätare. Inga underarter finns listade i Catalogue of Life.